# Pyramides de Güímar
Les pyramides de Güímar se trouvent dans le village de Güímar situé sur la côte est de l’île de Tenerife, de l’archipel des Îles Canaries en Espagne. Il y a six pyramides à marches, dont l'origine est inconnue. Leur construction pourrait remonter au XIXe siècle.

## Rochers gênants
Depuis longtemps, les archéologues pensent que les pyramides ont été bâties par des agriculteurs en entassant aux lisières de leurs champs les pierres trouvées en traçant les sillons, ce qui est une pratique ancienne aux îles Canaries. Des témoignages d'habitants et d’anciennes photographies indiquent l’existence de plusieurs pyramides sur l’île, mais les pierres qui les constituaient ont servi ultérieurement à la construction d’habitations et pour la culture des bananes. La ville de Güímar ne contient plus que six des neuf pyramides qu’elle comptait auparavant. Un acte de vente datant de 1854 de la propriété abritant les pyramides n'en fait nulle mention ; elles apparaissent seulement sur un acte de division datant de 1881. Il est donc probable qu'elles ont été construites entre ces deux dates et seraient liées à la mise en exploitation de terres pour l’élevage profitable de la cochenille teinturière, alors en expansion aux Canaries.

## Histoire de la recherche
En 1991, Belmonte, Aparicio et Esteban, chercheurs à l'Institut d'Astrophysique des Canaries, découvrent que le complexe principal des pyramides est orienté astronomiquement. L'axe principal de ce complexe pointe d'un côté dans la direction du coucher du soleil le jour du solstice d'été, tandis que d'autres murs sont orientés vers le lever du soleil le jour du solstice d'hiver. Ces orientations astronomiques ne constituent pas une preuve de l'origine précolombienne des pyramides.
En 1991, le célèbre explorateur, anthropologue et écrivain norvégien Thor Heyerdahl (connu pour sa traversée et ses travaux sur le Kon-Tiki) étudia les pyramides et découvrit qu’elles ne pouvaient pas être formées de pierres mises au hasard. Par exemple, les pierres situées aux angles des pyramides montrent des marques dues à l’homme, et le sol a été surélevé avant la construction des pyramides. Les pierres ne proviennent pas des champs environnants mais de roches volcaniques. Toutes les pyramides ont des escaliers, permettant l’accès aux plates-formes situées au sommet.

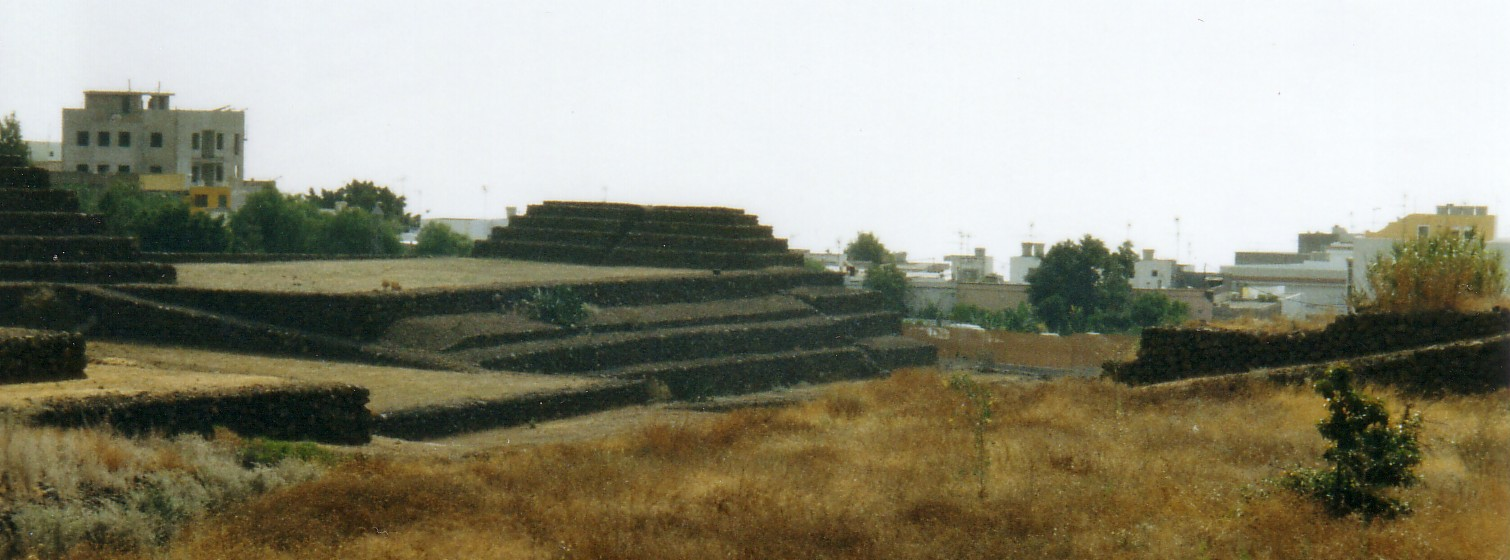
Pyramides de Güímar.

Heyerdahl postula que les Canaries servaient de base pour les navires naviguant entre la Méditerranée et l’Amérique. La route la plus rapide entre ces deux régions passait par les Canaries. Christophe Colomb l’empruntait notamment. Heyerdahl fit la démonstration que la navigation était possible à l’époque entre l’Afrique du Nord et les Caraïbes. Il navigua entre le Maroc et la Barbade avec un bateau en Papyrus Ra II, imitation partielle d’antiques navires égyptiens. Cela pourrait infirmer la théorie selon laquelle les vaisseaux construits avant Christophe Colomb ne pouvaient pas traverser l’Atlantique.
Malgré ces découvertes, Heyerdahl ne put déterminer ni l’âge des pyramides, ni l’identité de leur constructeur.
Mais déjà les premières fouilles archéologiques, en 1991, ont permis de démontrer que les pyramides ont été construites après 1800 : elles se trouvent au-dessus d'une couche de terre, qui contient du mobilier archéologique (tessons de poterie importée) du XIXe siècle.
Une datation à l'époque des Guanches est ainsi réfutée.
Les raisons de la construction et la fonction de ces pyramides ne sont toujours pas identifiées.
En 1998, l’accès à la zone des pyramides fut ouvert au public comme parc ethnographique. Heyerdahl fut financé par un armateur norvégien, Fred Olsen, résidant à Tenerife. Un centre d’information accueille les visiteurs en leur montrant les expéditions d’Heyerdahl, les modèles de ses bateaux (dont la représentation grandeur nature de Ra II) et ses théories à propos des pyramides.

## Hypothèse maçonnique
Il a été proposé que la forme et l’orientation des pyramides agricoles pourraient avoir été influencées par des concepts maçonniques. En effet, ce type d’organisation connut un grand essor en Espagne et aux Canaries durant le dernier tiers du XIXe siècle, et l’acquéreur de 1854, Antonio Díaz Flores, était franc-maçon.

## Galerie

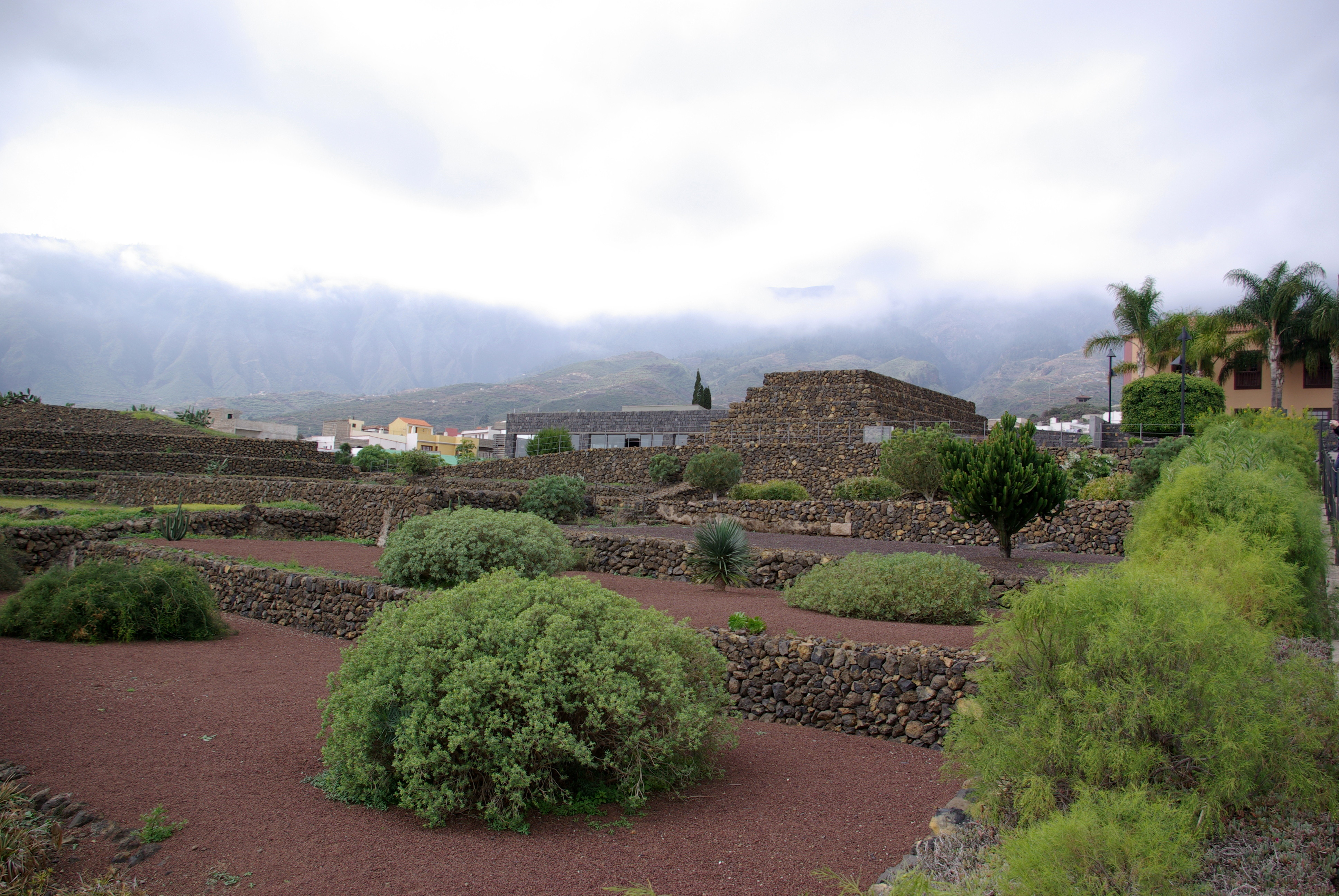
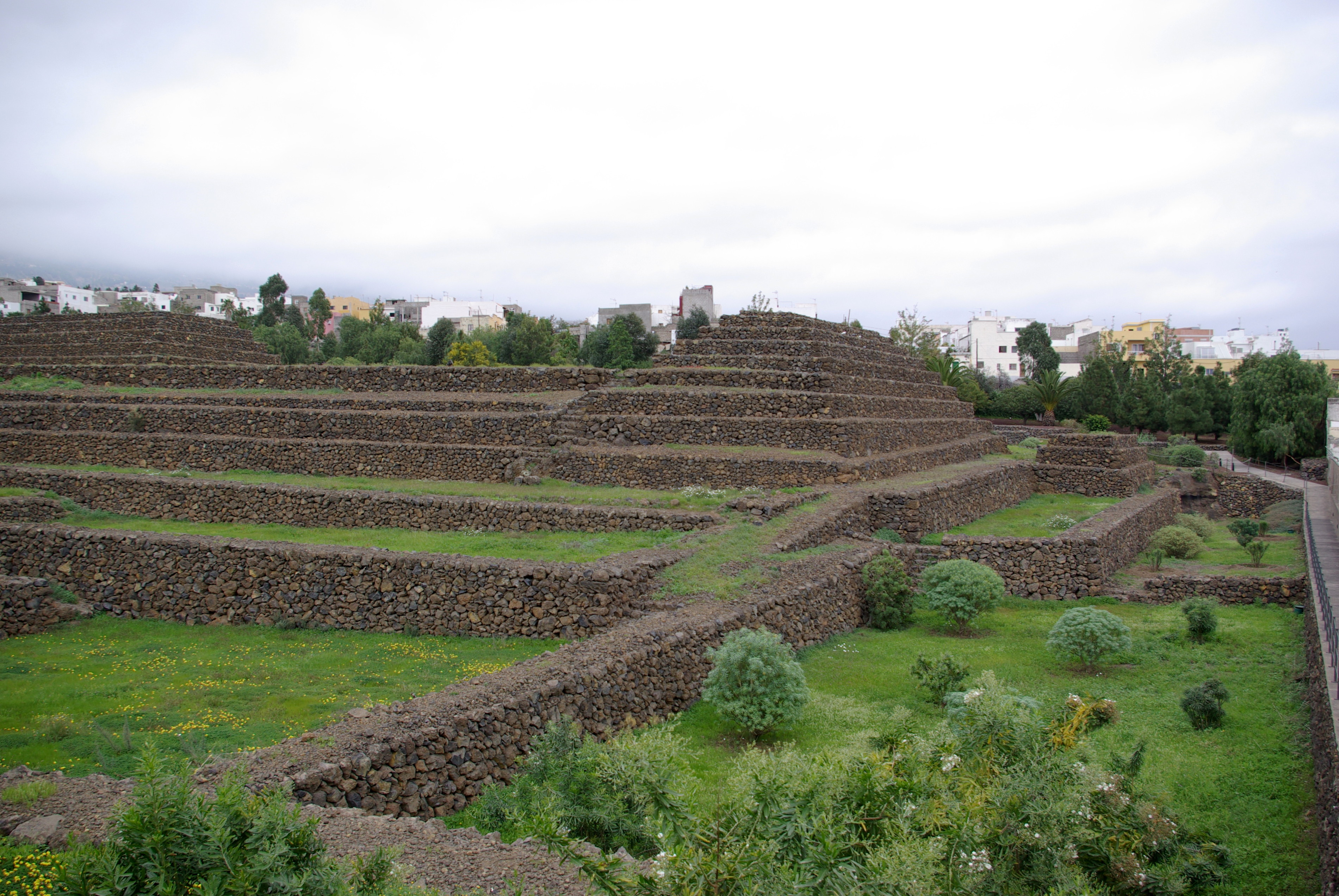
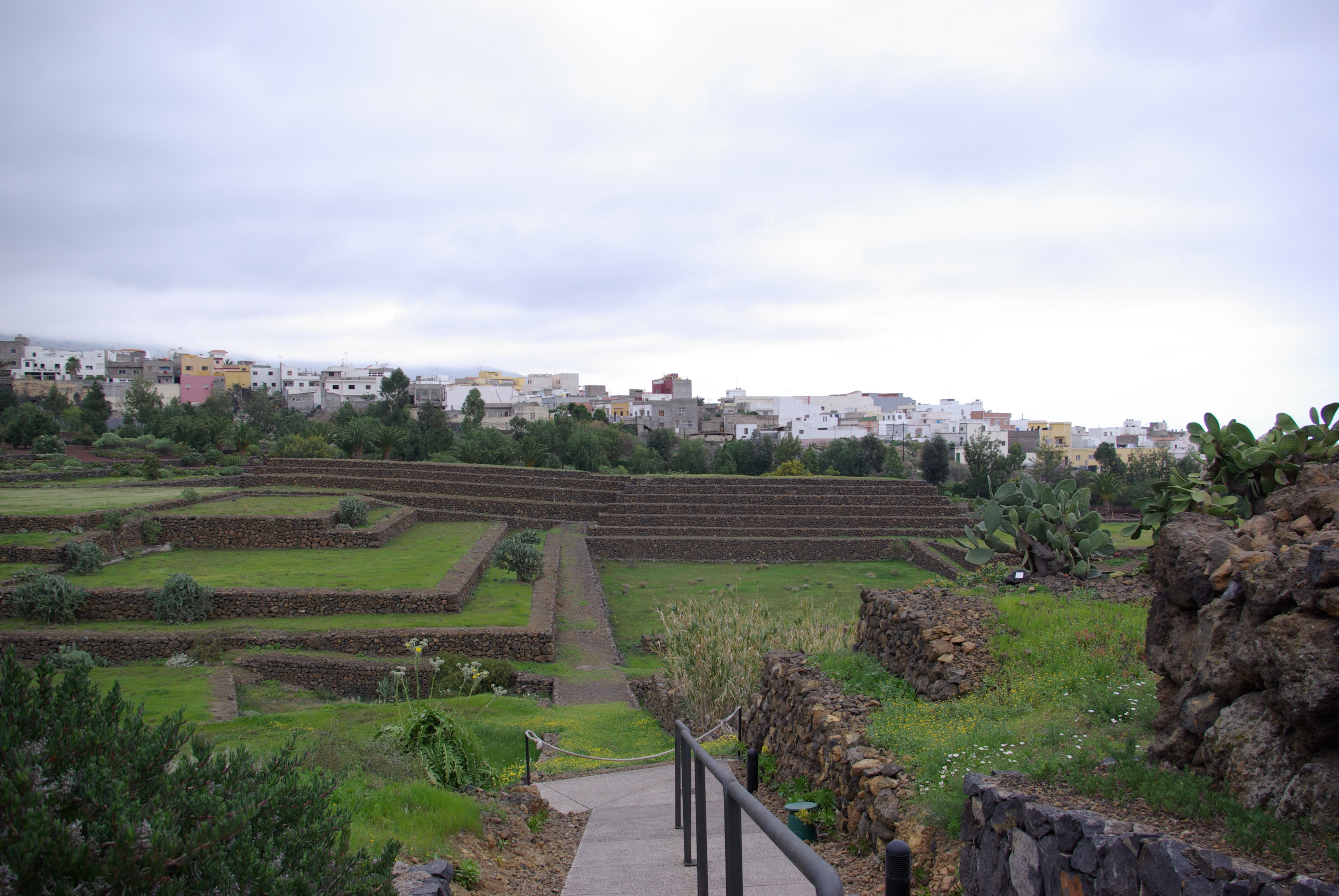
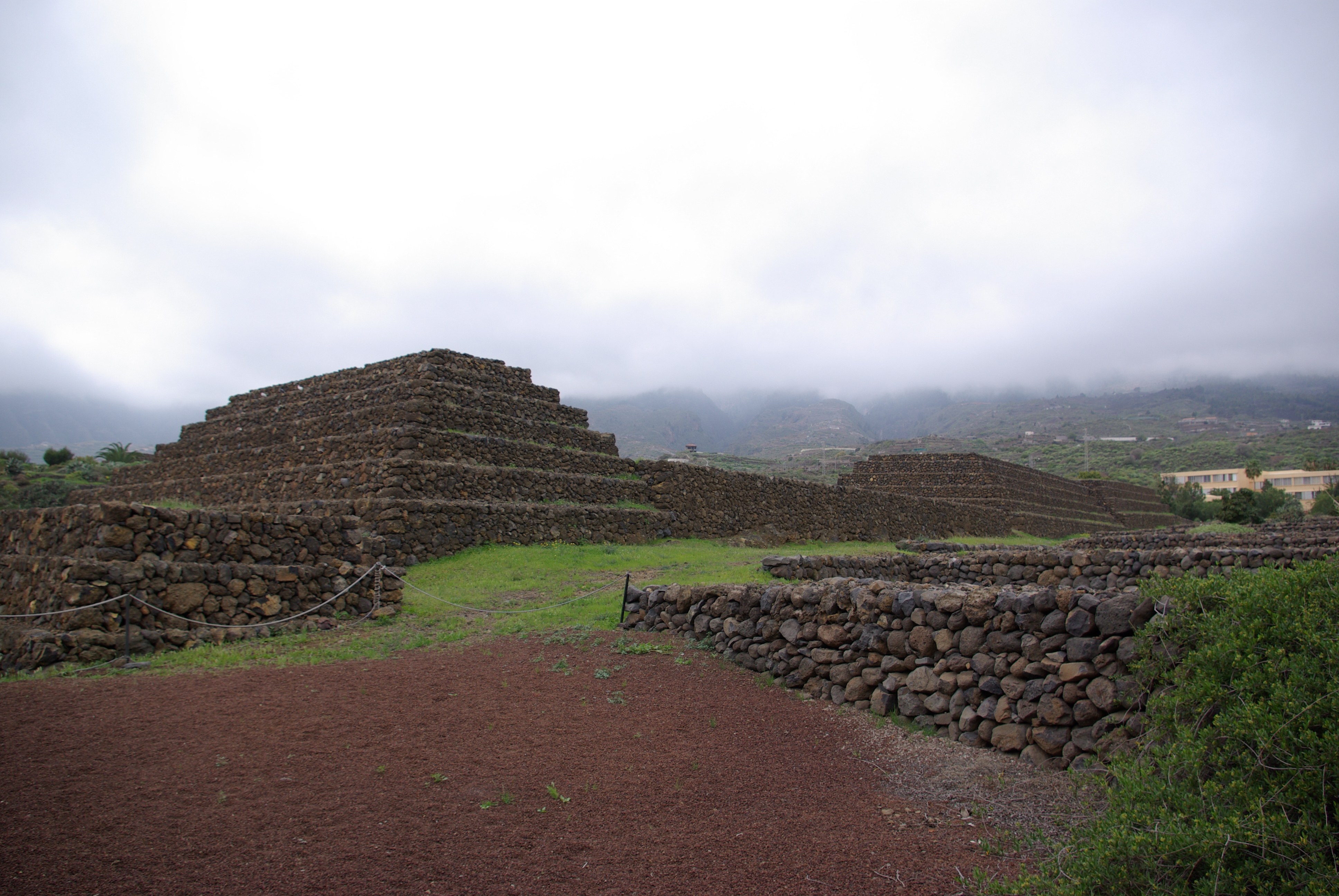